# Processó General del Corpus Christi de València
La Processó General del Corpus Christri de València fou l'origen de la Festa del Corpus Christi de València, de la que forma part i és una de les primeres d'Europa a celebrar-se. Actualment està declarada, com tota la Solemnitat del Corpus de València Bé d'Interés Cultural Inmaterial, de la qual cosa queda constància en el DECRET 92/2010, de 28 de maig, del Consell [2010/6275].

## Història
La primera processó de la qual es té notícia va tenir lloc el 1355, per iniciativa del bisbe Hug de Fenollet, a qui va atendre immediatament el Consell de la Ciutat, que va convocar clergues, persones notables i homes i dones del poble perquè acompanyessin les creuaments de les seves respectives parròquies en la processó del dia de la festa del Corpus Christi, però no va tenir continuïtat per la Guerra dels Dos Peres. A partir del 1372 la festa del Corpus, represa a instàncies del bisbe de València, el cardenal Jaume d'Aragó, va tenir celebració anual, i esdevingué lloc de trobada de tots els aspectes espirituals, patrimonials i d'identitat de la ciutat i els seus habitants durant diversos segles, almenys fins a finals del segle xix. Fins i tot es repetia i s'adaptava per a l'entrada de reis i emperadors, i altres ocasions extraordinàries. Des de llavors la iniciativa de la celebració pública de la festa partia del bisbe, a través del Capítol de la Seu, i era immediatament secundada pel govern municipal.
Al segle XX la processó va anar llanguint, i va tornar a ser la iniciativa eclesial i municipal, juntament amb la religiositat popular expressada a través de l'associacionisme, que van recuperar una festa que, més enllà dels seus elements espirituals i catequètics, és una mostra complexa de la celebració del Misteri de la Vida, utilitzant diversos signes i símbols a través de tots els sentits.
Històricament, l'organització i el desenvolupament de la festa ha estat fruit de la col·laboració entre l'Ajuntament de València i el Capítol Catedralici. La col·laboració de l'Ajuntament de València, més enllà de la necessària separació constitucional entre l'Estat i l'Església, suposa un valor adquirit durant més de sis-cents cinquanta anys, així com un privilegi que també ha servit per construir no només alguns trets més rellevants de la manera com els valencians celebrem la festa, sinó també ha organitzat l'espai de la ciutat, de manera simbòlica i real, que facilités el bon desenvolupament de les diverses activitats consuetudinàries que componen la festa, especialment la Processó General.
Aquesta celebració, ha estat constant des de l'Edat Mitjana fins als nostres dies, sense deixar d'adaptar-se als diversos presents que s'han succeït al llarg de la història, cosa que a permés que tonga un gran valor com a model de les altres processons de la Comunitat Valenciana, sobretot aquelles que celebren el Corpus a ciutats, viles i pobles, amb elements simbòlics imitats de la festivitat tal com es desenvolupa a la ciutat de València. La seva influència cerimonial, així com l'antic dret des de 1506, exclusiu de l'anomenada Coronilla d'Aragó, de celebrar les processons a la tarda, confereixen a aquesta celebració, que utilitza els sentits, de la vista, de l'oïda, del tacte, del olor i potser també del sabor, en una festa total, típicament i tòpicament mediterrània, i sobretot molt valenciana. Possiblement la més valenciana de totes les celebracions cristianes de la Comunitat Valenciana.

## Descripció dels elements de la Processó
L'ordre tradicional de la Processó General, que s'haurà d'adequar a la normativa canònica, és el següent:
- Banderoles de la Ciutat.
- Creu de la Catedral.
- Parròquies modernes de la ciutat (preferentment amb les seves Creus parroquials).
- Gremi de Fusters amb el pendó.
- Personatges de l'Antic Testament:
  - Sant Miquel amb dues ànimes
  - Noé (l'Agüelo Colomet)
  - Abraham i Isaac
  - Melquisedec
  - Escala de Jacob
  - Jacob i els seus dotze fills (Els Blancs)
  - Moisès i Aaron
  - La Serp de bronze
  - Levites
  - Arca de l'Aliança
  - Els Àngels bovos
  - Altar del sacrifici i canelobre dels set braços
  - Exploradors de la Terra Promesa
  - Portadors
  - Josuè (qui per al sol)
  - Samsó
  - Saul
  - David i els Músics Cecs
  - Salomó i la Reina de Saba
  - Elies amb l'Àngel i Jezabel
  - Els Profetes Majors: Jeremies, Isaïes, Ezequiel i Daniel
  - Les Matrones
  - Els Profetes Menors
  - Tobies i Sant Rafael

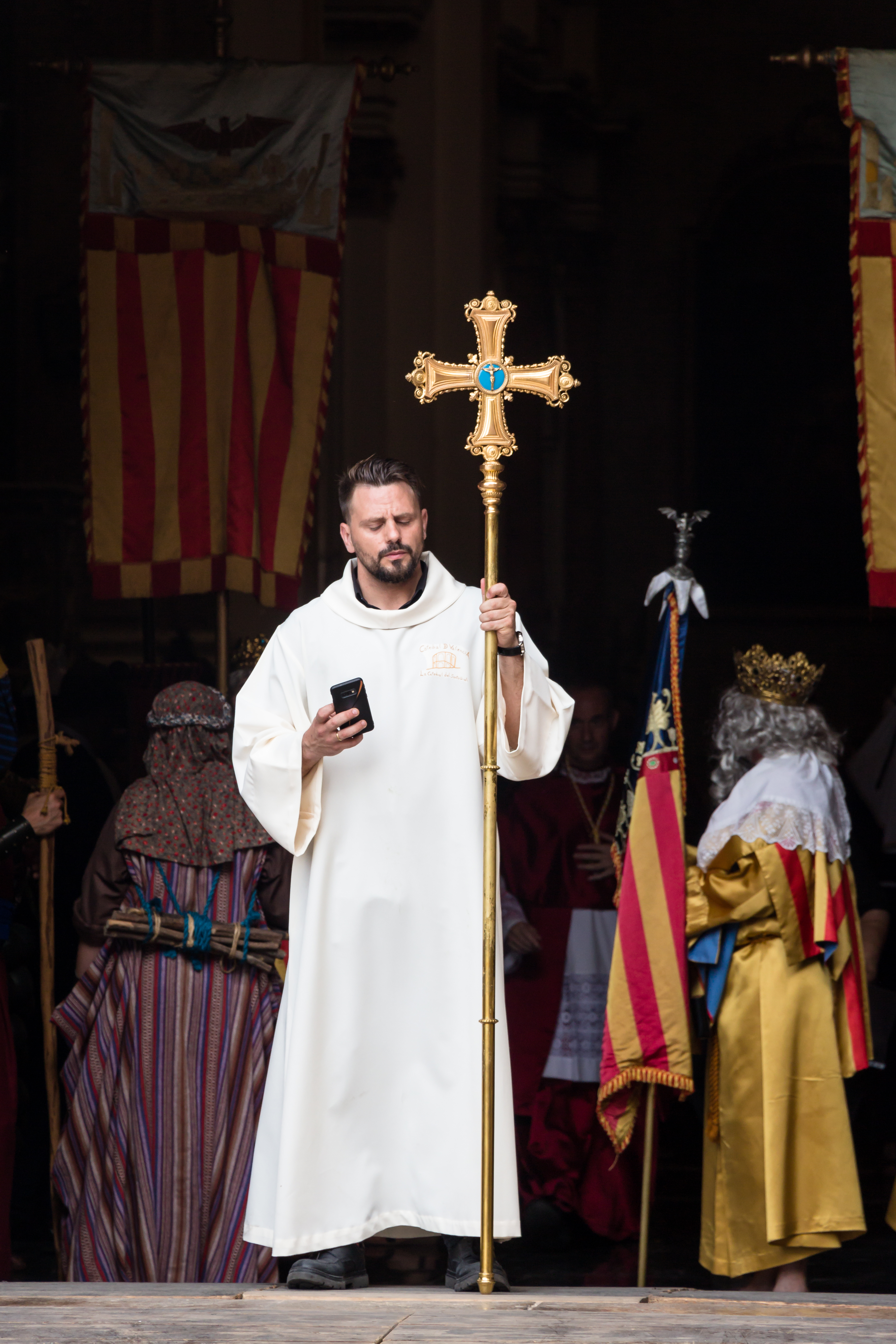
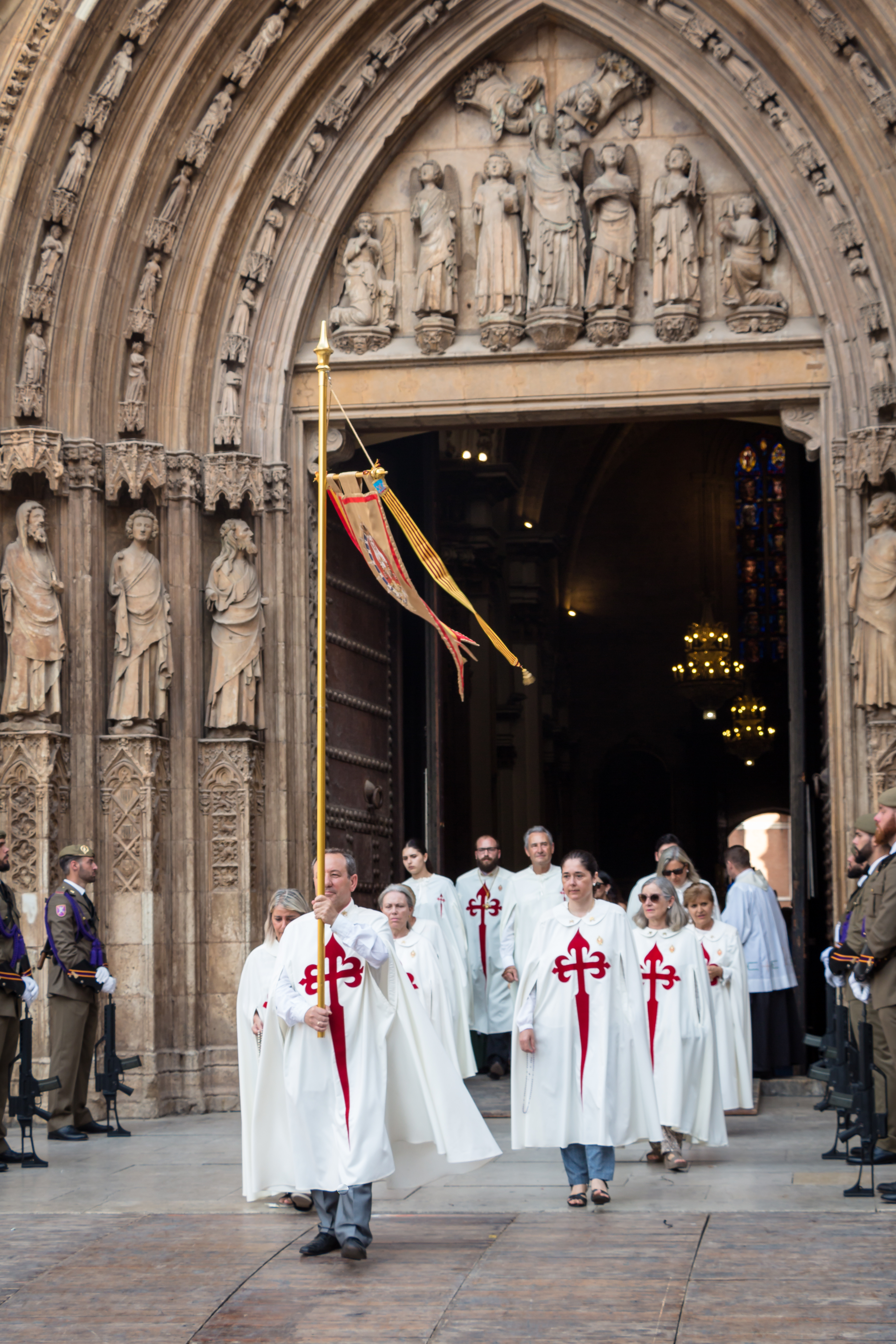
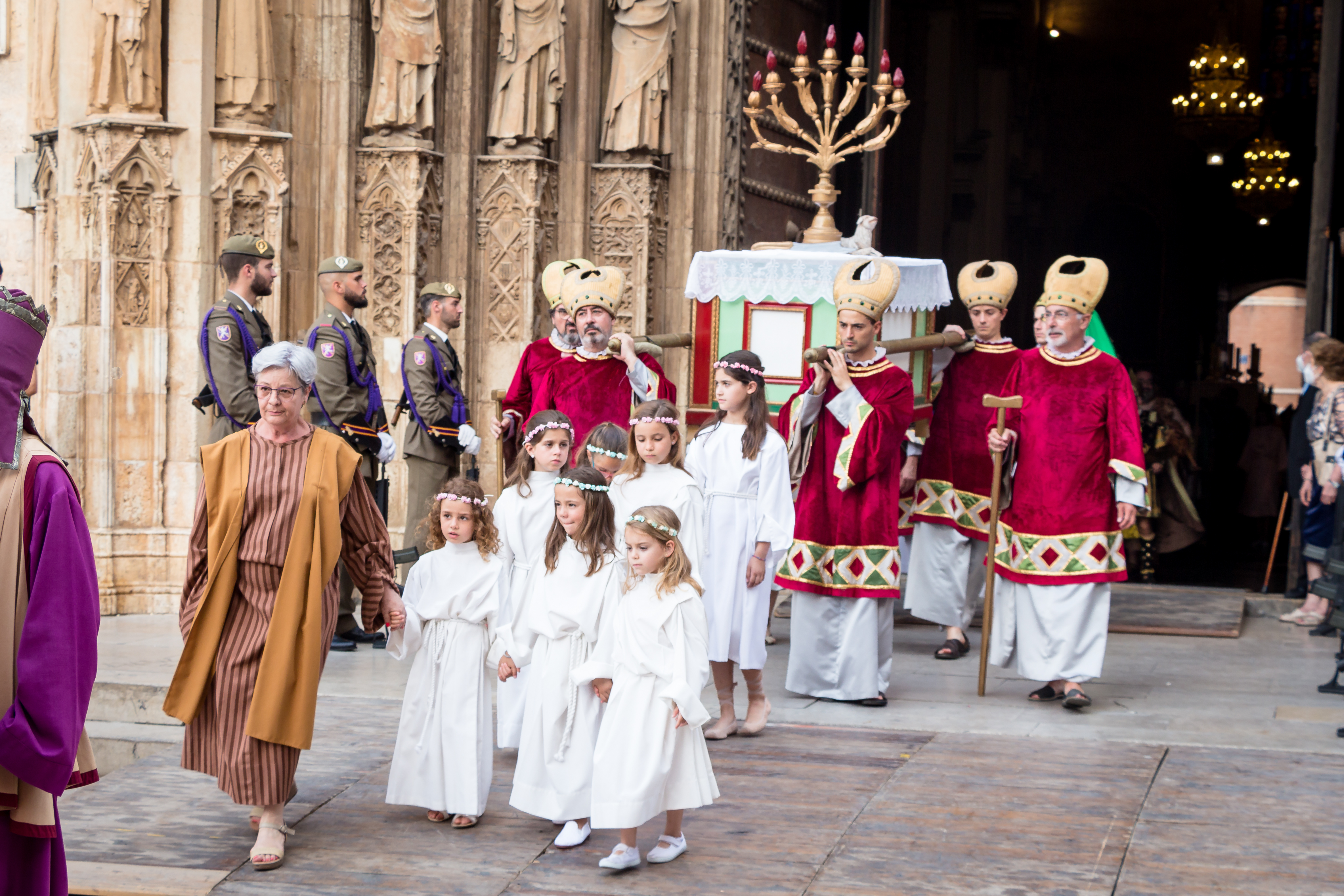
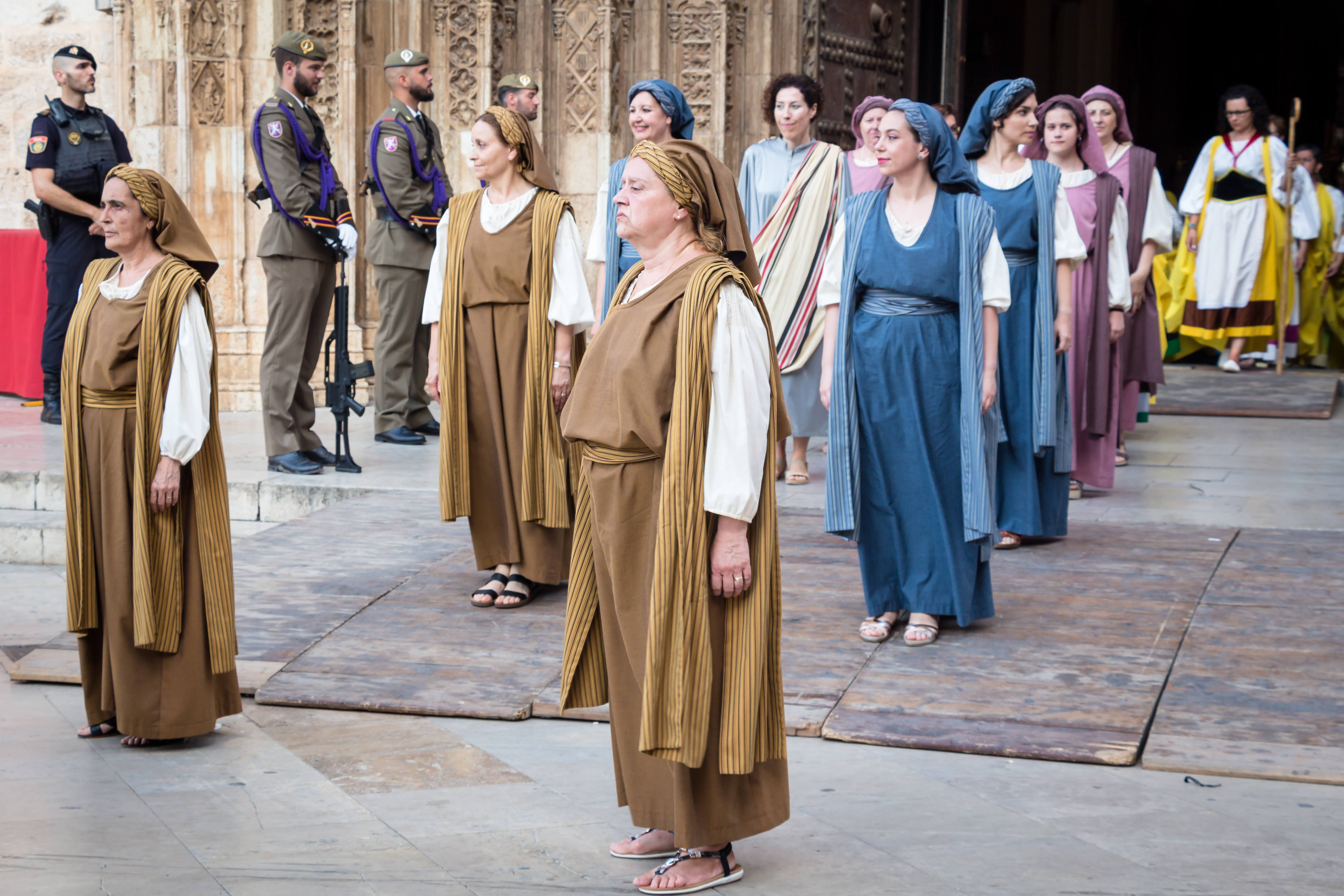
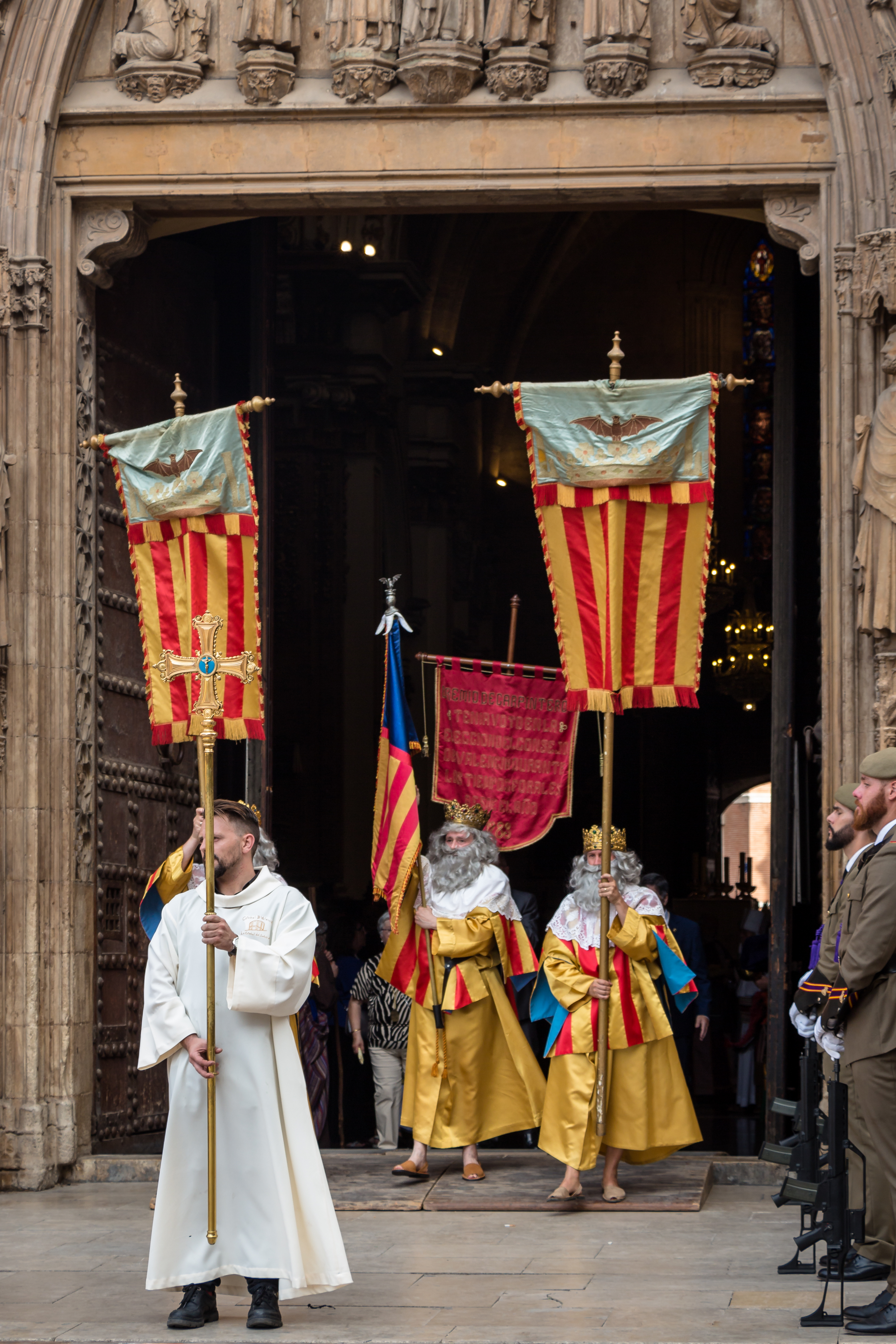
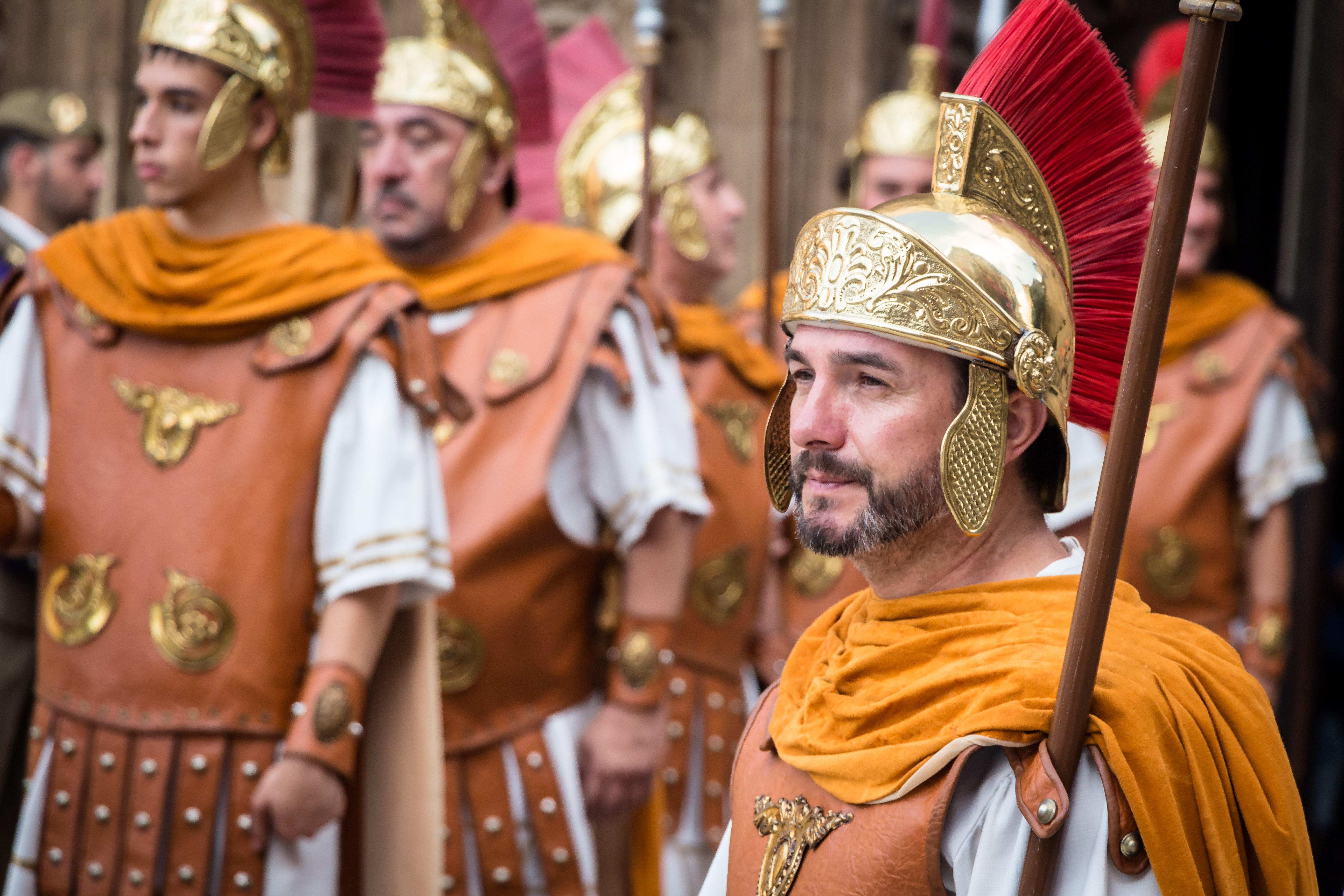
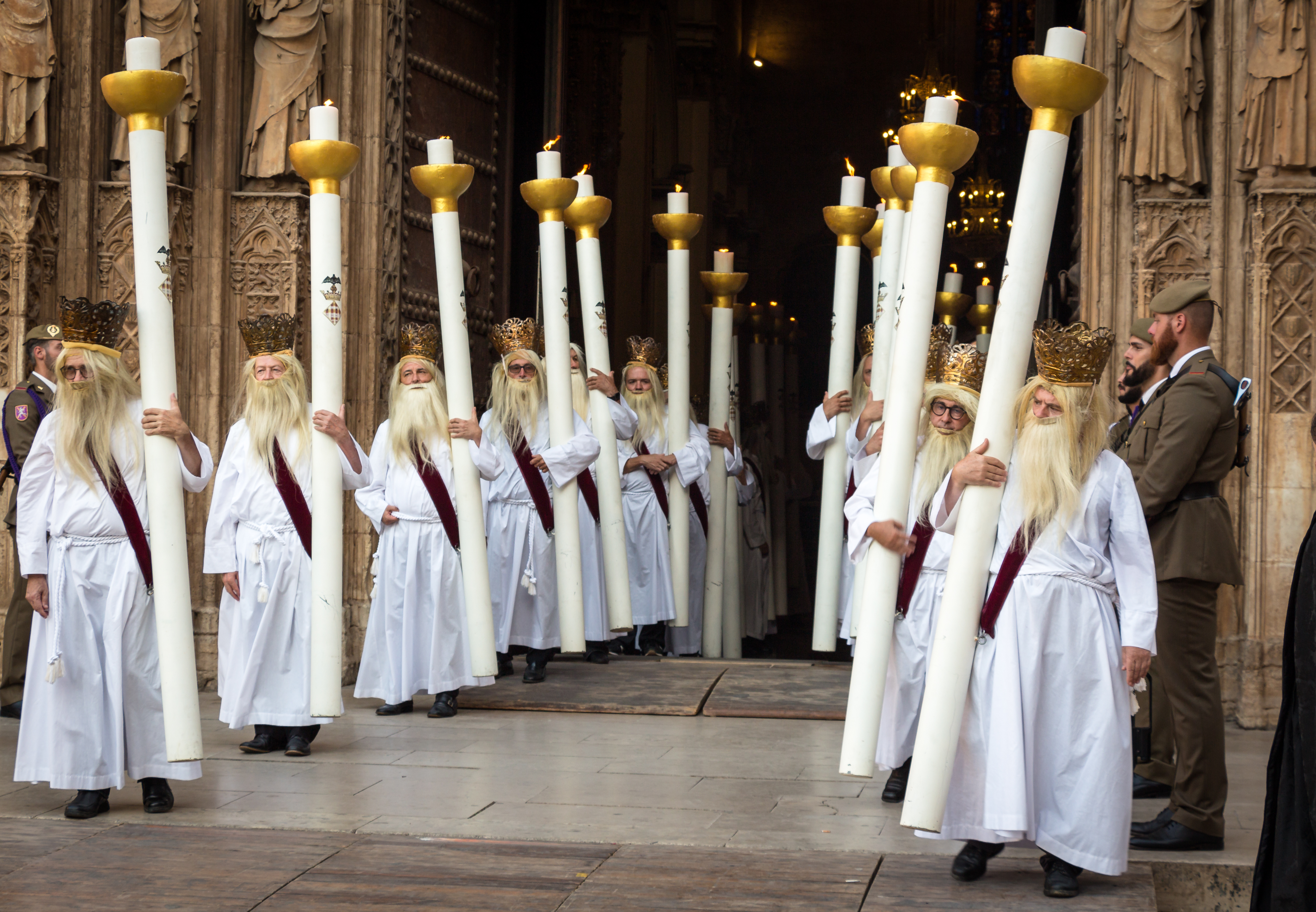
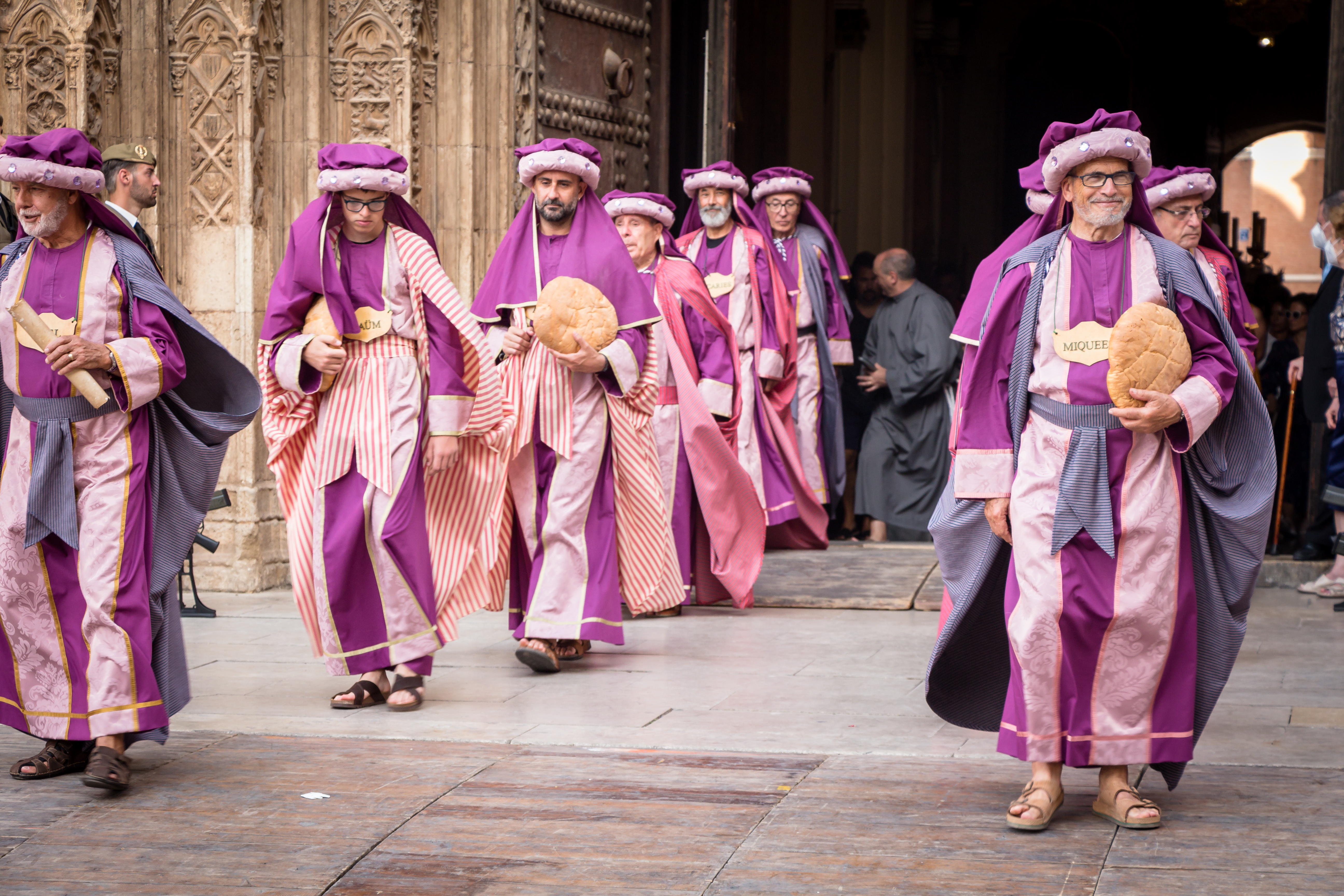
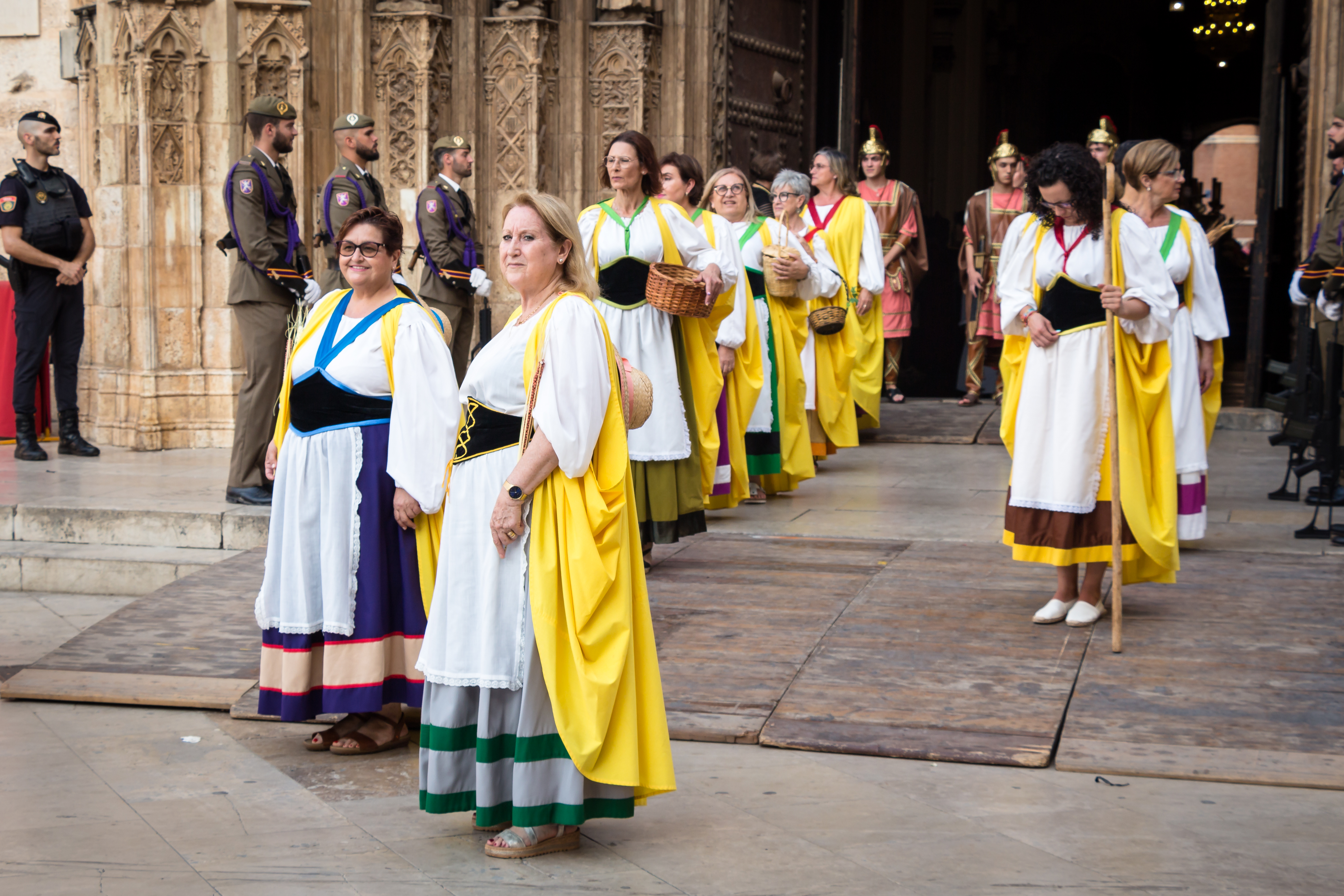
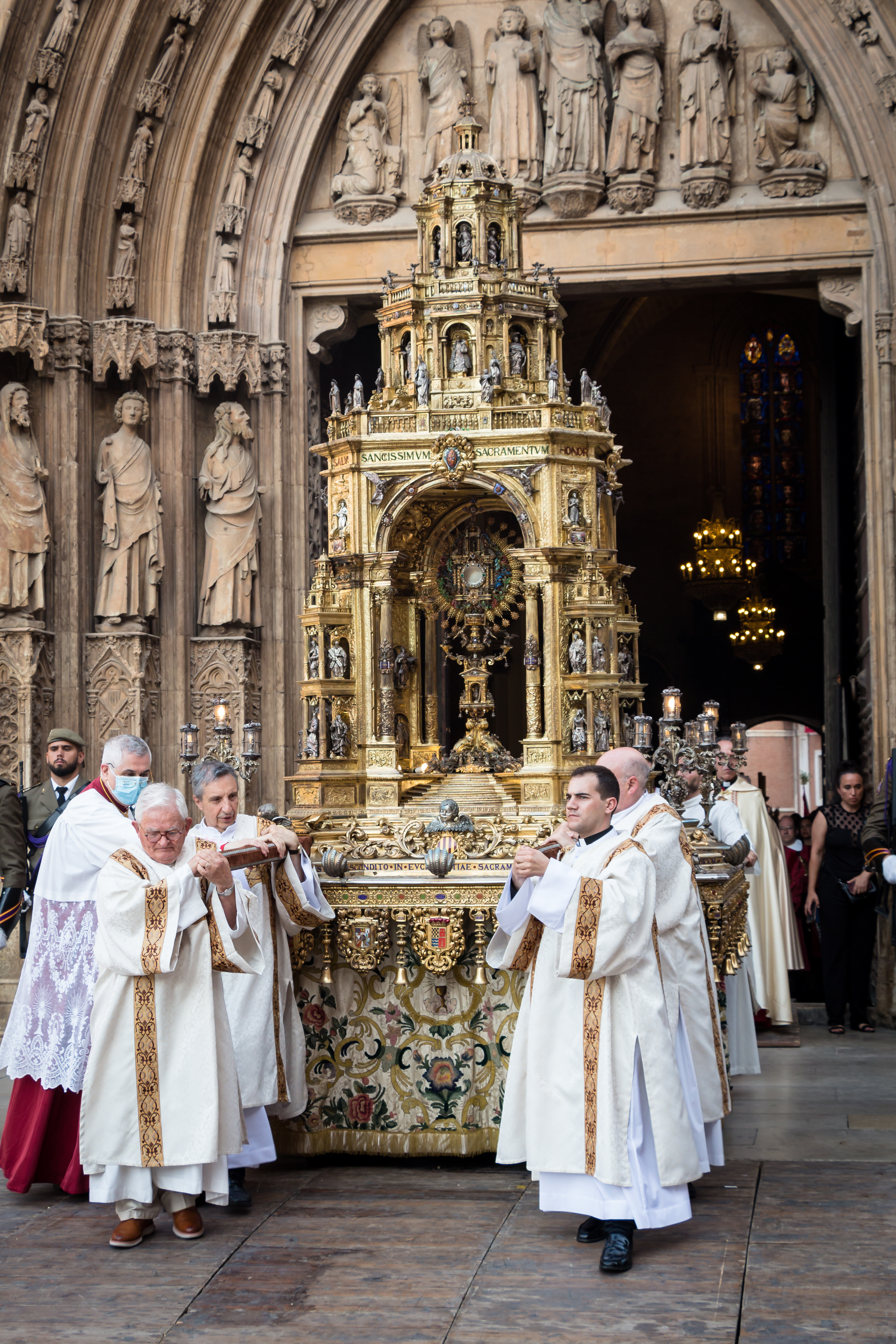
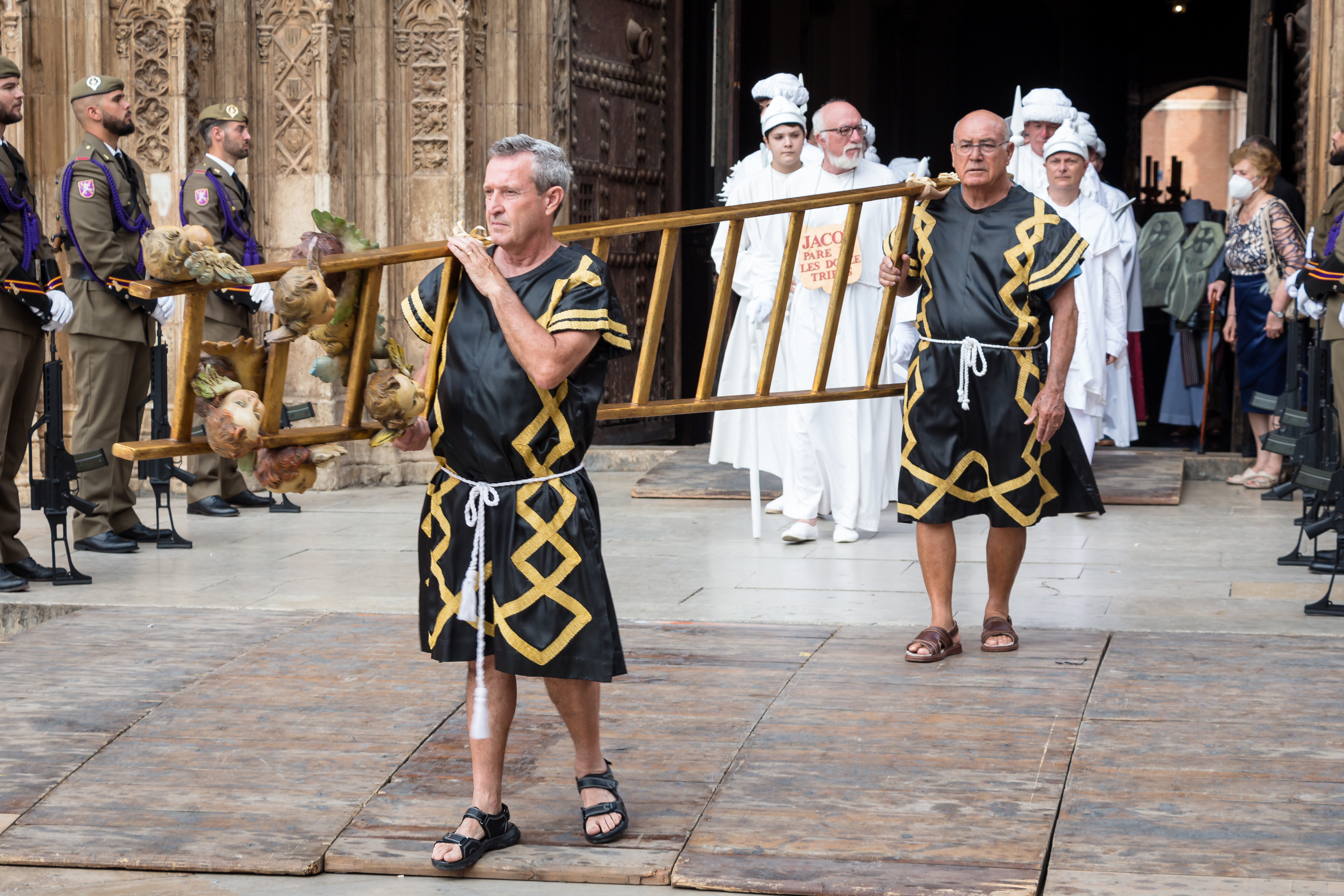
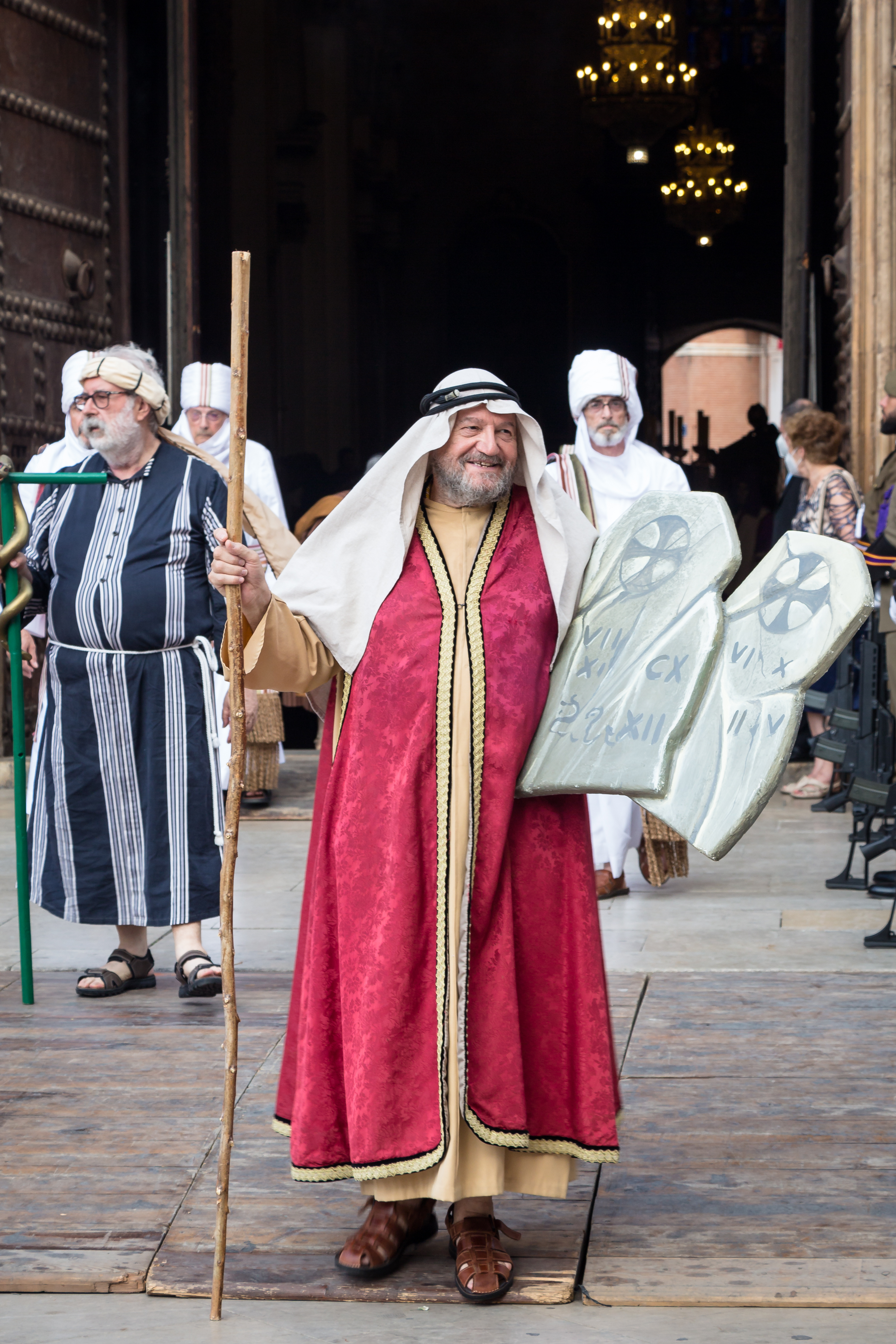

- Gremi de Confiters o Sucrers amb el pendó.
- Àngel Custodi de la Ciutat de València.
- Heralds amb les armes de la ciutat.
- La Senyera de la Ciutat.
- Banda Municipal.
- Personatges del Nou Testament per aquest ordre:
  - Simeó i la Profetisa Anna
  - Sant Joan Baptista
  - Els dotze apòstols
  - Els quatre evangelistes
  - Les tres Àguiles

- Parròquies del centre històric (preferentment amb les cruïlles parroquials).
- Gremi d'Horneros amb el pendó.
- Gremi de Sastres i Modistes amb el pendó.
- Els Misteris
  - Misteri del Rei Herodes
  - Misteri de Sant Cristòfol i dels Pelegrins amb la imatge de Sant Cristòfol
  - Misteri d'Adam i Eva

- Sants eucarístics
  - Sant Nicolau i la barca
  - Santa Margalida i la Cuca Fera
  - Sant Jordi i el Drac
  - Santa Marta i la Tarasca
  - Santa Maria Egipciaca
  - La beata Inés de Benigànim

- Associacions i institucions cíviques i religioses.
- Els Cirialots.
- Convidats militars i civils.
- Ordres religioses.
- Tintinàbul i umbel·la.
- Senyors capitulars.
- Ministre pertiguero de la Seu.
- Gosser de la Seu.
- Encensaris.
- Custòdia del Santíssim Sagrament flanquejada per mancebos i portada per preveres.
- Arquebisbe de València, els seus bisbes.
- Autoritats civils i militars.
- Banda militar i piquet.

### Detall del recorregut de la processó
Sortida de la Catedral per la Porta dels Apòstols, Plaça de la Verge, Carrers: Cavallers, Tossal, Bosseria, Mercat, Maria Cristina, Sant Vicent; Plaça de la Reina, Carrer: Mar, Avellanes, Palau; Plaça de l'Almoina i entrada a la Catedral.